# Corgatha semipardata
Corgatha semipardata är en fjärilsart som beskrevs av Walker 1862. Corgatha semipardata ingår i släktet Corgatha och familjen nattflyn. Inga underarter finns listade i Catalogue of Life.